# Banga (India)
Banga è una città dell'India di 18.892 abitanti, situata nel distretto di Nawanshahr, nello stato federato del Punjab. In base al numero di abitanti la città rientra nella classe IV (da 10.000 a 19.999 persone).

## Geografia fisica
La città è situata a 31° 11' 13 N e 75° 59' 32 E e ha un'altitudine di 236 m s.l.m..

## Società

### Evoluzione demografica
Al censimento del 2001 la popolazione di Banga assommava a 18.892 persone, delle quali 9.810 maschi e 9.082 femmine. I bambini di età inferiore o uguale ai sei anni assommavano a 1.949, dei quali 1.091 maschi e 858 femmine. Infine, coloro che erano in grado di saper almeno leggere e scrivere erano 14.234, dei quali 7.608 maschi e 6.626 femmine.